# Rugotest

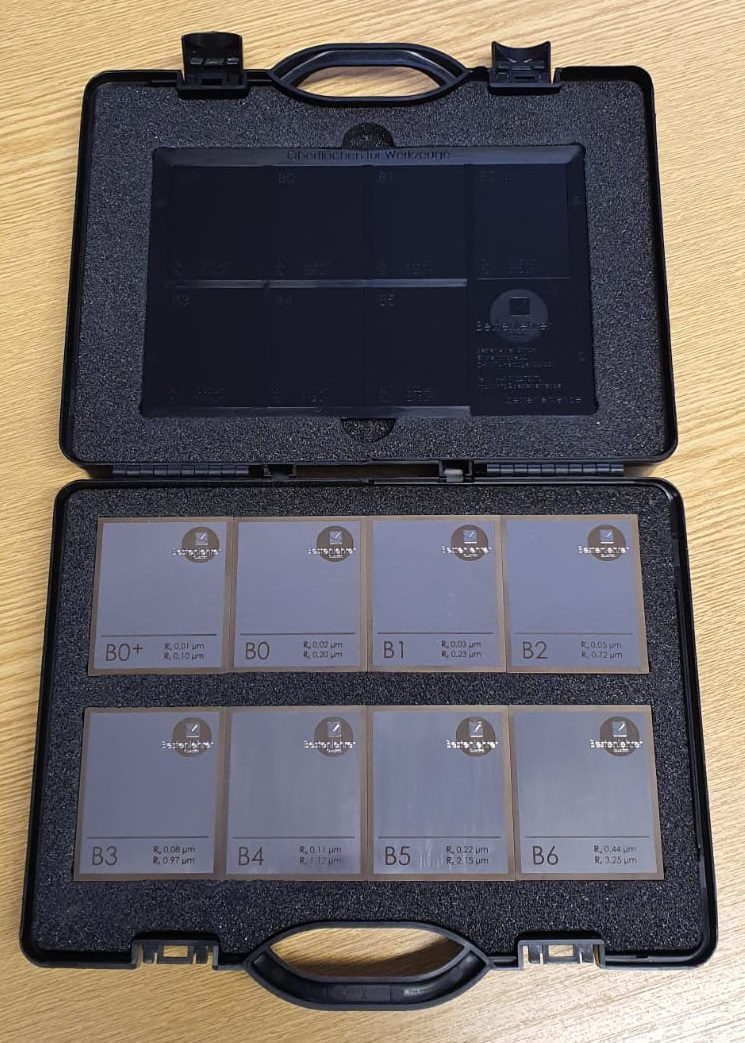
Rugotest mit 8 handpolierten Referenzflächen

Der Rugotest ist ein Vergleichstest, der es erlaubt eine Oberfläche mithilfe einer Referenz nach ihrer Rauheit zu beurteilen. 
Der Vergleich erfolgt optisch, mit dem Auge, und haptisch, durch Berühren mit dem Finger. Dabei ist zu beachten, dass jeweils die Bearbeitungsart (Drehen, Fräsen, Polieren, ..) der Referenz und der zu bestimmenden Oberfläche übereinstimmen muss.

## Anwendung
Der Rugotest wird vor allem in mechanischen Werkstätten verwendet, um festzustellen, ob die geforderte Oberfläche eingehalten wurde. Im Gegensatz zum genauen Ausmessen der Oberfläche mit dem Tastschnittgerät ist der Rugotest schneller und intuitiver zu handhaben. Da jedoch die Beurteilung sehr subjektiv ist, wird sie für klassifizierte Oberflächen, also Flächen mit einer Rauheitstoleranz, nicht verwendet.

## Ausführung
Ein Rugotest besteht aus den verschiedenen Referenzflächen, welche zusammen auf einem Trägermaterial befestigt sind. Meist befindet er sich in einem Lederetui zum Schutz der Referenzflächen.
Größere Rugotests (Portemonnaiegröße) verfügen über Referenzflächen zu mehreren, kleinere nur über Referenzflächen zu einer Bearbeitungsart. Pro Bearbeitungsart sind jeweils ca. 6 verschiedene Rauheiten im Bereich {\displaystyle R_{a}} 0,8 µm (N6) bis 50 µm (N12) enthalten.